# 1920 год в кино

## Фильмы

### Австрия
- «Голова Януса»/Der Januskopf (реж. Фридрих Вильгельм Мурнау)
- «Принц и нищий»/Prinz und Bettelknabe (реж. Александр Корда)

### Аргентина
- «Белые голубки»/Palomas rubias (реж. Х. А. Перейра)

### Германия
- «Анна Болейн»/Anna Boleyn (реж. Эрнст Любич)
- «С утра до полуночи»/Von morgensbis mitternachts  (реж. К. Х. Мартин)

### Испания
- «Искупление»/Expiacion (реж. Х. Бучс)
- «Неприступная»/La inaccessigle (реж. Х. Бучс)

### Куба
- «Действительность»/Realidad (реж. Р Пеон)

### Норвегия
- «Анна-подкидыш»/Fante-Anna (реж. Р. Брейстейн)

### США
- «Остров сокровищ (фильм, 1920)»/Treasure Island (реж. Морис Турнёр)

### Турция
- «Бинназ»/Binnaz (реж. А. Фехим)

### Франция
- «Молчание»/La silence (реж. Луи Деллюк)
- «Эльдорадо»/El dorado (реж. Марсель Л’Эрбье)

### Чехословакия
- «Безумный врач»/Sileny lekar (реж. Драго Желенский)
- «Золотая женщина»/Zlata zena (реж. Вячеслав Славинский)
- «Стёршееся письмо»/Sestrele pismo (реж. Йозеф Ровенский)

### Швеция
- «Возница»/Korkarlen (реж. Виктор Шёстрём)
- «Эротикон»/Eroticon (реж. Мориц Стиллер)

### Япония
- «Клуб любителей»

### РСФСР/СССР
- «Вступление Красной Армии в Ереван»
- На красном фронте (реж. Лев Кулешов)
- На фронт!
- «Всё для фронта»
- «Два мира»

## Персоналии

### Родились
- 13 января — Роберт Врхота, чешский и чехословацкий актёр театра, кино и телевидения.
- 20 января — Федерико Феллини, итальянский кинорежиссёр.
- 30 января — Майкл Андерсон, британский кинорежиссёр.
- 15 марта — Жак Дониоль-Валькроз, французский актёр, сценарист и режиссёр.
- 16 марта — Тонино Гуэрра, итальянский поэт, писатель и сценарист.
- 11 сентября — Иван Братанов, болгарский актёр театра и кино.
- 23 сентября — Микки Руни, американский актёр.
- 25 сентября — Сергей Бондарчук, советский актёр и режиссёр.
- 13 ноября — Джек Элам, американский актёр вестернов, комедийный актёр.

### Скончались
- 26 апреля — Кларин Сеймур, американская актриса эпохи немого кино.
- 26 мая — Юзеф Остойя-Сульницкий, польский драматург, переводчик, сценарист, режиссёр, журналист.
- 5 сентября — Роберт Харрон, американский актёр эпохи немого кино.
- 10 сентября — Олив Томас, американская актриса эпохи немого кино.